# Skagershults socken
Skagershults socken i Närke ingick i Edsbergs härad, ingår sedan 1971 i Laxå kommun i Örebro län och motsvarar från 2016 Skagershults distrikt.
Socknens areal är 146,12 kvadratkilometer, varav 122,70 land. År 2000 fanns här 752 invånare. Orten Porla brunn samt tätorten och kyrkbyn Hasselfors med sockenkyrkan Skagershults kyrka ligger i socknen.

## Administrativ historik
Skagershults församling bildades före 1647 genom en utbrytning ur Tångeråsa församling. Socknen bildades genom ett kungligt brev den 10 april 1647 givet av drottning Kristina.
Vid kommunreformen 1862 övergick socknens ansvar för de kyrkliga frågorna till Skagershults församling och för de borgerliga frågorna till Skagershults landskommun. Landskommunen inkorporerades 1952 i Svartå landskommun som upplöstes 1967 varvid denna del uppgick i Laxå köping som 1971 ombildades till Laxå kommun.
1 januari 2016 inrättades distriktet Skagershult, med samma omfattning som församlingen hade 1999/2000.
Socknen har tillhört fögderier, tingslag och domsagor enligt vad som beskrivs i artikeln Edsbergs härad. De indelta soldaterna tillhörde Närkes regemente, Edsbergs kompani och Livregementets husarkår, Västernärke skvadron.

## Geografi
Skagershults socken ligger kring sjön Toften och Svartån mellan södra delen av Kilsbergen
och Tivedens höjdplatåer. Socknen är en mossrik skogsbygd.

## Fornlämningar
Förutom några fångstgropar är fasta fornlämningar är ej kända.

## Namnet
Namnet (1656 Skarshult) kommer från en skog mellan Tångeråsa och sjön Skagern, 1553 benämnd Skar(s)hult. Förleden är från sjön Skagern, efterleden är hult, 'skog'.

## Befolkningsutveckling
| Befolkningsutvecklingen i Skagershults socken 1810–1990                                                 | Befolkningsutvecklingen i Skagershults socken 1810–1990 | Befolkningsutvecklingen i Skagershults socken 1810–1990 | Befolkningsutvecklingen i Skagershults socken 1810–1990 | Befolkningsutvecklingen i Skagershults socken 1810–1990 |
| --- | ------------------------------------------------------- | ------------------------------------------------------- | ------------------------------------------------------- | ------------------------------------------------------- |
| |                                                         |                                                         |                                                         |                                                         |
| År |                                                         |                                                         | Folkmängd                                               |                                                         |
| 1810 | 1810                                                    |                                                         | 774                                                     |                                                         |
| 1820 | 1820                                                    |                                                         | 831                                                     |                                                         |
| 1830 | 1830                                                    |                                                         | 904                                                     |                                                         |
| 1840 | 1840                                                    |                                                         | 998                                                     |                                                         |
| 1850 | 1850                                                    |                                                         | 1 142                                                   |                                                         |
| 1860 | 1860                                                    |                                                         | 1 216                                                   |                                                         |
| 1870 | 1870                                                    |                                                         | 1 361                                                   |                                                         |
| 1880 | 1880                                                    |                                                         | 1 529                                                   |                                                         |
| 1890 | 1890                                                    |                                                         | 1 582                                                   |                                                         |
| 1900 | 1900                                                    |                                                         | 1 598                                                   |                                                         |
| 1910 | 1910                                                    |                                                         | 1 455                                                   |                                                         |
| 1920 | 1920                                                    |                                                         | 1 439                                                   |                                                         |
| 1930 | 1930                                                    |                                                         | 1 392                                                   |                                                         |
| 1940 | 1940                                                    |                                                         | 1 223                                                   |                                                         |
| 1950 | 1950                                                    |                                                         | 1 106                                                   |                                                         |
| 1960 | 1960                                                    |                                                         | 1 004                                                   |                                                         |
| 1970 | 1970                                                    |                                                         | 893                                                     |                                                         |
| 1980 | 1980                                                    |                                                         | 873                                                     |                                                         |
| 1990 | 1990                                                    |                                                         | 807                                                     |                                                         |
| Anm: Källor: Umeå universitet - Tabellverket 1749-1859, Demografiska databasen, CEDAR, Umeå universitet |                                                         |                                                         |                                                         |                                                         |